# Mars (Schiff, 1881)
Die Mars war ein Artillerieschulschiff, das von 1881 bis 1908 in der deutschen Kaiserlichen Marine diente.

## Vorgeschichte

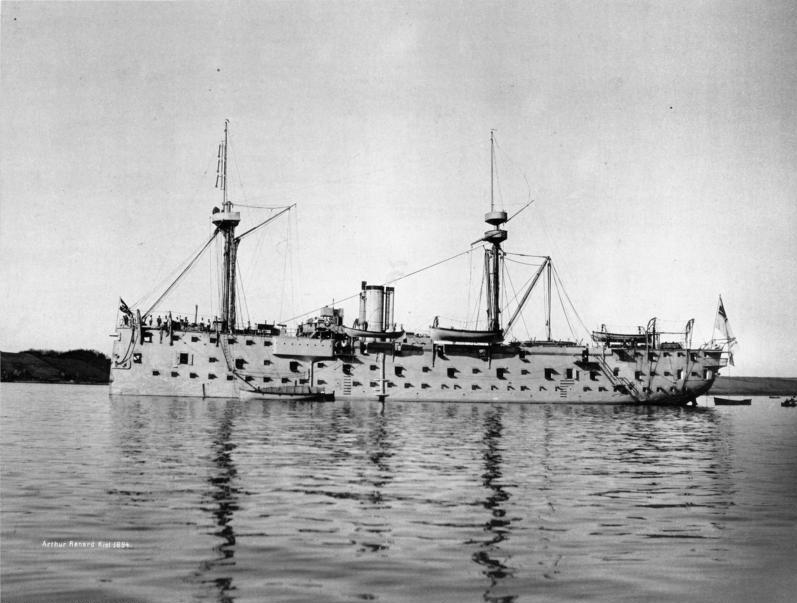
Artillerieschulschiff Mars 1894

Die Marine besaß seit 1872 das von der Marine des Norddeutschen Bundes übernommene Artillerieschulschiff Renown, ein 1870 von der britischen Royal Navy gekauftes hölzernes Linienschiff, das nach entsprechender Umrüstung zur Ausbildung von Geschützbedienungen und Seeoffizierskandidaten diente. Die 1857 gebaute Renown hatte keine eigene Maschinenanlage, musste daher von einem Tender oder Schlepper in Position gebracht werden und war auch ansonsten so veraltet, dass die Marine einen modernen Ersatz brauchte. Zu diesem Zweck wurde die Mars beschafft.

## Bau und Technische Daten

Aufriss der Mars mit Geschützen und ihren Kalibern

Das Schiff lief am 15. November 1877 auf der Kaiserlichen Werft in Wilhelmshaven mit der Baunummer 5 vom Stapel. Es war 80 m lang und 15 m breit und hatte 5,8 m Tiefgang. Die Wasserverdrängung betrug 3320 t. Der Antrieb bestand aus einer Expansions-Dampfmaschine mit 2000 PS, die eine Höchstgeschwindigkeit von 11 Knoten ermöglichte. Die Bewaffnung des Schiffes wechselte im Laufe der Jahre, entsprechend der Entwicklung im Schiffsartilleriewesen und den Anforderungen der Marine. Anfangs handelte es sich um zwei 15-cm-, zwei 17-cm-, ein 21-cm- und ein 24-cm-Geschütz, die alle von der Renown übernommen worden waren. Die Besatzung zählte etwa 348 Mann.

## Schicksal
Die Mars kam im März 1881 in Wilhelmshaven zur Marinestation der Nordsee und übernahm die Bewaffnung und Ausrüstung der Renown, die daraufhin am 31. März 1881 außer Dienst gestellt wurde. Am 1. April wurde die Mars unter dem Befehl von Kapitän zur See Graf Haake in Dienst gestellt. Nur wenige Wochen später, am 26. April, ereignete sich während einer Schießübung eine schwere Explosion an Bord, bei der zehn Tote und eine Anzahl Verletzte zu beklagen waren. Daran erinnert noch heute ein auf dem ehemaligen Garnisonsfriedhof errichtetes Denkmal.
Ansonsten war der Einsatz des Schiffes, seiner Aufgabe entsprechend, wenig abwechslungsreich. Ausnahmen vom Routinedienst waren selten. So wurden im Herbst 1890 erfolgversprechende Versuche mit einem Fesselballon unternommen, um zu testen, inwieweit sich diese Methode zur Seebeobachtung eignen könnte. Im Jahre 1894 führte das Schiff Fernschießübungen in Südnorwegen durch. 1895 nahm es an der Einweihung des Kaiser-Wilhelm-Kanals teil. Bei der Jubiläumsregatta Dover-Helgoland im Juni 1897 diente die Mars als Zielschiff; Kaiser Wilhelm II. lag mit seiner Jacht Hohenzollern zwecks genauer Beobachtung des Zieleinlaufs dicht neben ihr. Am 10. September 1904 lud Wilhelm II., zur Feier des 100. Geburtstags des Admirals Karl Rudolf Bromme, des ersten Befehlshabers der deutschen Reichsflotte, alle höheren deutschen Marineoffiziere zu einem Festmahl auf der vor Brunsbüttelkoog liegenden Mars.
Als die Artillerieausbildung der Marine zunehmend auf zeitweise zu diesem Zweck zum Artillerieschulschiff-Geschwader abkommandierten Kampfschiffen stattfand, wurde die Mars vor allem als Exerzier- und Wohnschiff verwendet. Schon 1906 wurde das Linienschiff Schwaben zur Inspektion der Schiffsartillerie abkommandiert und löste dort die Mars ab.

## Kommandanten (Auswahl)
| 1884 bis September 1887           | Kapitän zur See Eugen Glomsda von Buchholtz    |
| Juli 1886 bis September 1886      | Kapitänleutnant Emil von Lyncker in Vertretung |
| September 1887 bis Februar 1890   | Kapitän zur See Conrad Dietert                 |
| Februar 1890 bis September 1891   | Kapitän zur See Franz Strauch                  |
| September 1891 bis Mai 1893       | Kapitän zur See Jean Valette                   |
| Mai 1893 bis Juli 1893            | Reduzierte Besatzung                           |
| Juli 1893 bis September 1893      | Kapitän zur See Jean Valette                   |
| September 1893 bis September 1897 | Korvettenkapitän/Kapitän zur See Karl Galster  |
| September 1897 bis Juli 1899      | Kapitän zur See Rudolf von Eickstedt           |
| Juli 1899 bis November 1899       | Kapitän zur See Karl Ascher                    |

## Ende
Ab 1908 diente die Mars dann nur noch als Wohnhulk für die Marinestation der Ostsee. 1914 wurde sie von der Liste der Kriegsschiffe gestrichen. Der Rumpf wurde 1921 verkauft und in Lübeck abgebrochen.

## Trivia
Das Schiff erhielt drei Spitznamen. Mit dem Flottenstab an Bord, was regelmäßig während der Herbstmanöver der Hochseeflotte der Fall war, wurde es „Gummipanzer“ genannt, als Artillerieschulschiff nannte man es „Kanonenzirkus“, und innerhalb einer Flottenformation erhielt es den Spitznamen „Simulaker“.